# 朝鮮人民軍海軍
朝鮮人民軍海軍（朝鲜语：／ Chosŏn-inmingun Haegun）是朝鮮人民軍的海軍，約5萬－6萬人，編有東海艦隊和西海艦隊。其艦艇以苏联、中华人民共和国和自製的軍艦、魚雷艇和微型潛艇為主，只有零星巡防艦級的軍艦。

## 概況
朝鮮人民軍海軍（KPN）是一個重視沿岸火力的的海軍部隊，其主要任務範圍僅朝韩禁區周圍50公里左右。在朝鮮，朝鮮人民軍海軍在兵役以及資源上是最後分配到的，同時它的大部分設備也早已經過時了。儘管朝鮮海軍的裝備落後，但在朝韩禁區周圍50公里這種有限的範圍內也足以應付其他船隻，這意味著即使在和平時期他們也不可能任由其他船隻前往靠近朝鲜海岸。
成立於1946年6月5日的朝鮮人民軍海軍，在1960年時其海軍實力在約為40,000至60,000兵員左右；截至2008年為止，朝鮮人民軍海軍則約有46,000多人的規模，以及708艘的各式船隻含軍民兩用及登陸小艇，其中這些船隻大多是負責登陸作業以及滲透作戰時使用。 這些船隻包括有3艘巡防艦和70艘潛艇，潛艇方面分別有約20艘的R級潛艇（1,800噸）、40艘的鯊魚級潛艇（300噸）、10艘如鮭魚級潛艇（130噸）的小型潛艇。 除了船艦外，朝鮮海軍的海防單位還擁有大量的火砲以及導彈用於海岸防禦 。
朝鮮人民軍海军又可分成兩支艦隊 ─ 東海艦隊（主要於日本海執勤）和西海艦隊（主要於黃海執勤），但兩艦隊並不能在與大韓民國國軍作戰時相互掩護支援。除了在沿海港口的作戰基地外，在平壤還有訓練、造船維修單位以及海軍司令部。 朝鮮人民軍將海軍大部分艦艇分配於東海艦隊上，以應付那裡可能爆發的外來衝突，而兩支艦隊並不曾有過聯合行動，也沒有相互調動船隻支援的狀況發生過，2015年，朝鮮人民軍海军在最高領導人金正恩指示下，利用朝鮮建造的新浦級彈道導彈潛艇成功發射北極星5潛射彈道飛彈。
2023年9月6日，凤台造船厂以前蘇聯633型潜艇（北約代號羅密歐）改裝重建
，進行了現代化改造战术核攻击潜艇下水、配備10枚導彈，金正恩出席下水仪式。舷号841，命名为“金君玉英雄”号。

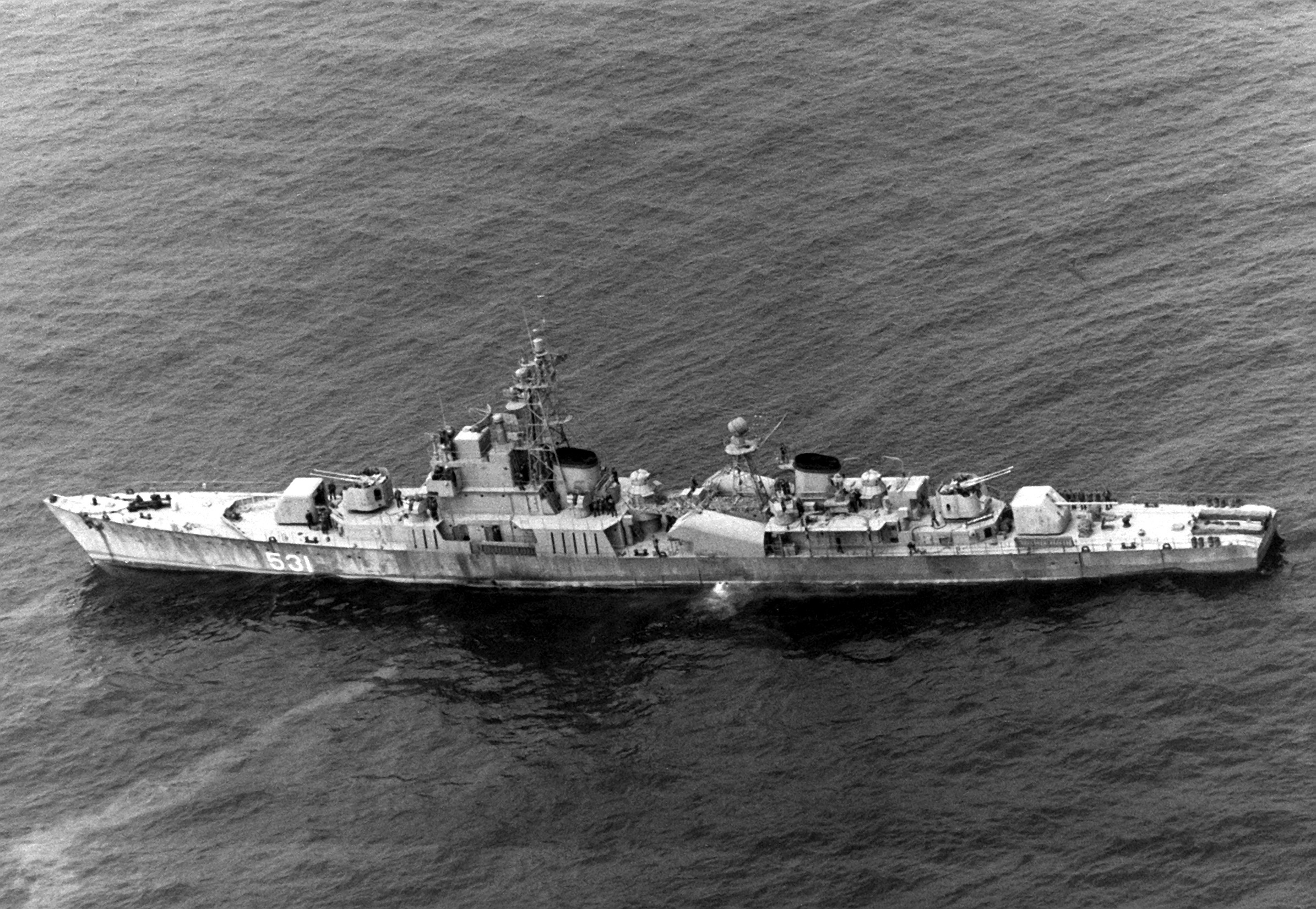
朝鲜罗津级导弹巡防舰。舷号531，系1973年建造。建造期间曾经得到上海江南造船厂技术援助，性能和中国同期建造的江湖级相当。
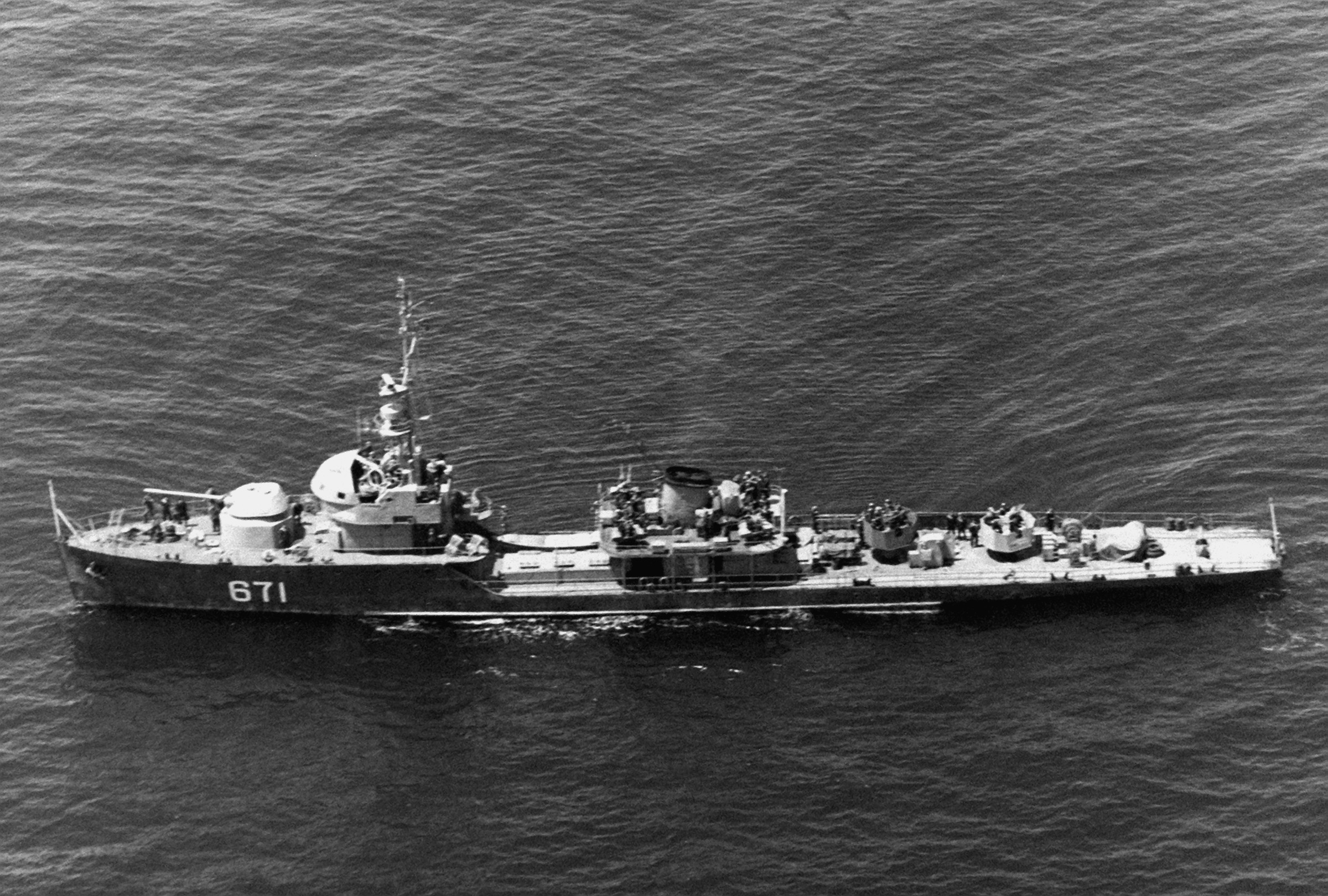
T級巡邏艦
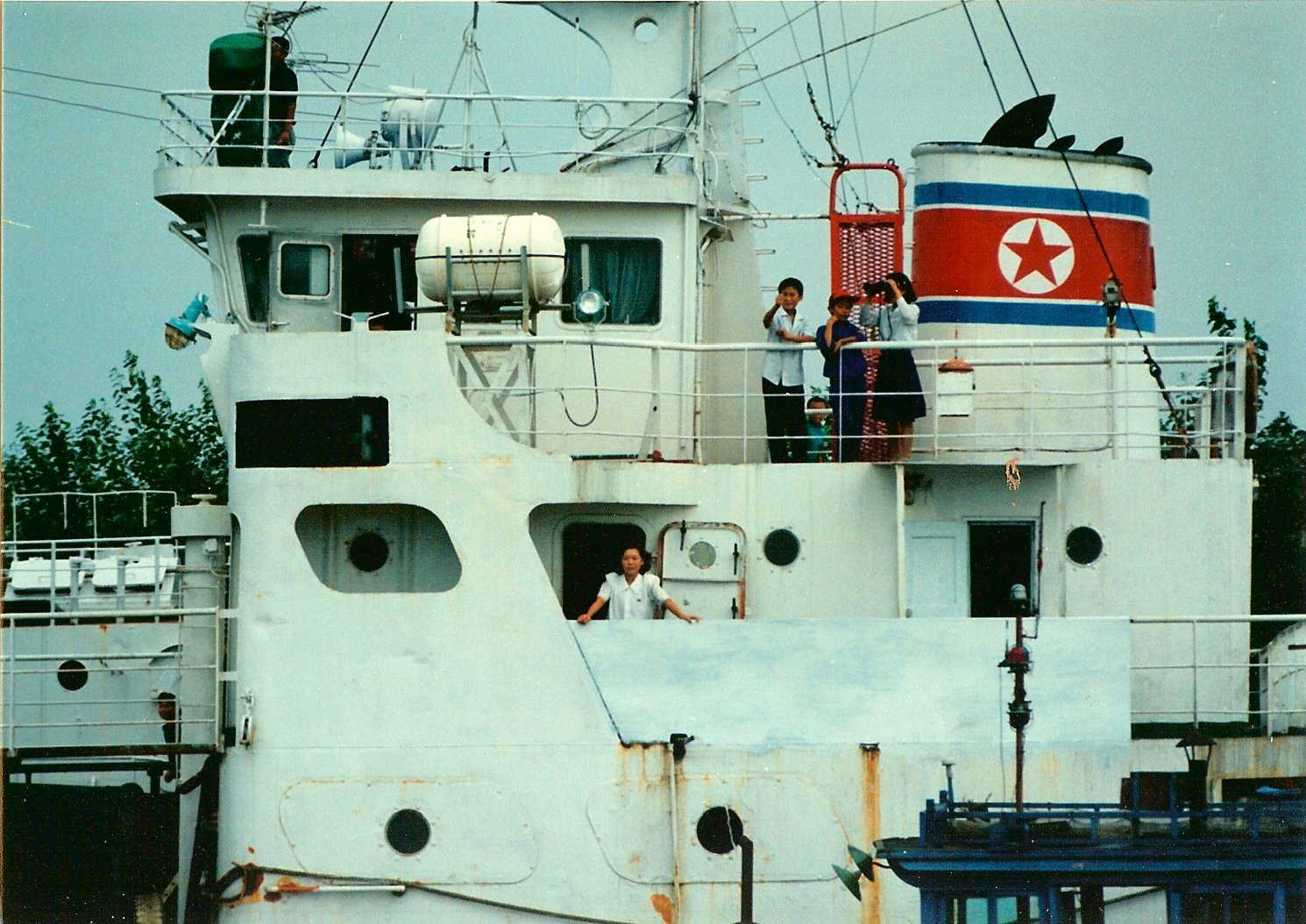
巡邏艇
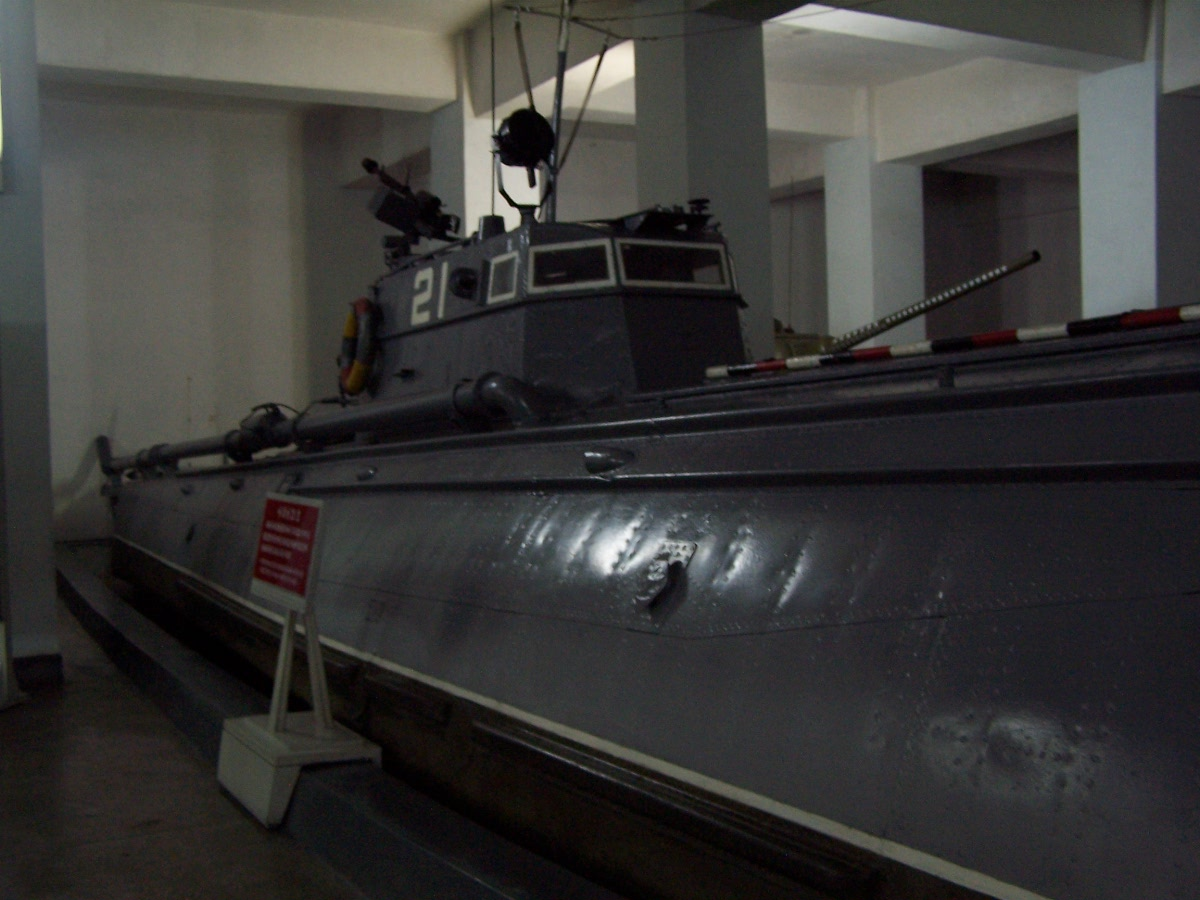
21號魚雷艇於於位在平壤的祖國解放戰爭勝利博物館展出。

## 历任司令官
- 司令官：金明植海军上将
- 政委：许永春海军中将
- 参谋长：

## 舰队

### 东海舰队
东海舰队队长：陈哲秀海军少将
东海舰队司令部设在元山。东海舰队拥有470艘舰艇，分为10个战斗群，主要基地设在罗津和元山。朝鲜东部海岸线比西部海岸线长，但由于陡峭山脉纵贯，海岸线平直，港湾与岛屿较少，其主要港口，基地均集中在元山以北的东北海岸。东海舰队军基地主要有：罗津，清津，金策（成津），遮湖，马养岛，南涯里，高城。其中的马养岛基地是潜艇基地，遮湖基地主要是驻守猎潜艇，元山基地驻有导弹快艇、鱼雷快艇和扫雷快艇。

### 西海艦隊
西海舰队司令部设在南浦，西海舰队拥有340艘舰艇，分为6个战斗群，总部位于南浦，主要基地设在琵琶串和四街里。朝鲜西部海岸线极为曲折，岛屿密布，海湾众多，而且沿岸多为岩石暗礁。黄海舰队军基地主要有：多狮里，西海里，椒岛，琵琶串，海州湾，巡威海，金浦里等。南浦基地驻有潜艇部队，椒岛、琵琶串等基地则常年驻有导弹快艇、鱼雷快艇部队。
两支舰队的主要组成部分是装备反舰导弹的舰艇中队。这些舰艇许多都配有“冥河”反舰导弹。另外，朝鲜海军部队还装备有众多型号各异的小型快艇及独特的火力增援舰艇，可为主要战舰提供战斗支援或为地面部队提供多管火箭炮的火力支援。至于海岸防御，则是由海军的两个团（辖12至15个连）负责。每个连队都配有4～6个SS-C-2或HY-2导弹发射架，以及大量120毫米和130毫米口径的海岸炮 。

## 潛艇
- 633型潜艇（北約代號：Romeo Class「羅密歐」級[11]）[12]
- 新浦級潛艇 - 1艘以上
- 南联级潛艇 - 40艘以上
- 鯊魚級潛艇 - 36艘
- 鮭魚級潛艇 - 10艘
- R级潜艇 - 約20艘
- W级潜艇 - 約4艘[13]

## 水面艦艇
- 崔賢級驅逐艦  - 約1艘
- 羅津級巡防艦  - 約2艘
- 苏湖級雙體艦  - 約1艘
- 南浦級巡防艦  - 約2艘
- 鸭绿级輕型巡防艦[14]  - 约？艘
- 沙里院級巡邏艦  - 約4艘
- T級巡邏艦  - 約2艘
- 062型砲艇  - 13艘以上
- 037型反潜护卫艇 - 6艘
- 55甲型炮艇 - 20艘以上
- 其餘蘇製或自製魚雷艇、砲艇、导弹快艇 - 180艘以上
- 登陸小艇、巡逻艇、機槍快艇 - 400艘以上

## 岸防武器
- SS-N-2冥河/上游一型反舰导弹
- 海鹰二型反舰导弹
- KH-35天王星反舰导弹
- 海岸炮
- M1942(ZIS-3)加农炮
- M1931/37(A-19)加农炮
- M1937(ML-20)加农炮
- M1954(M-46)加农炮

### 引用
1. ↑  Richard M Bennett. . Asia Times.   [2013-02-13]. （原始内容存档于2006-09-23）.
2. ↑  . 防衛省.   [2011年1月30日]. （原始内容存档于2020年9月4日） （英语）.
3. ↑  . GlobalSecurity.org. 2010年5月20日  [2011年1月30日]. （原始内容存档于2021年3月14日） （英语）.
4. ↑  Stephen Saunders. . 英國克羅伊登倫敦自治市: 詹氏資訊集團. 2007年: P.434 （英语）.
5. ↑  Joseph S. Bermudez. . 澳大利亚悉尼: Allen & Unwin（英语：Allen & Unwin）. 2000年7月: P.93–95. ISBN 1864485825 （英语）.
6. ↑  Joseph S. Bermudez. . 澳大利亚悉尼: Allen & Unwin（英语：Allen & Unwin）. 2000年7月: P.101. ISBN 1864485825 （英语）.
7. ↑  .   [2023-09-08]. （原始内容存档于2023-12-28）.
8. ↑  . 朝鲜中央通讯社. 2023-09-08  [2023-09-08]. （原始内容存档于2023-09-08）.
9. ↑  . 凤凰卫视. 2023-09-08  [2023-09-08]. （原始内容存档于2023-09-08）.
10. ↑  . 澎湃新闻. 2023-09-08  [2023-09-08]. （原始内容存档于2023-09-08）.
11. ↑  . Yahoo News. 2024-06-23  [2025-04-27]. （原始内容存档于2024-07-25） （中文（臺灣））.
12. ↑  桂家齊. . 2023-09-08.
13. ↑  .   [2014-08-22]. （原始内容存档于2016-03-13）.
14. ↑  . www.facebook.com.   [2023-08-21] （中文（简体））.